# Đứt gãy
Đứt gãy (còn gọi là biến vị, đoạn tầng hoặc phay) là một hiện tượng địa chất liên quan tới các quá trình kiến tạo trong vỏ Trái Đất. Đứt gãy chia làm nhiều loại: Đứt gãy thuận, đứt gãy nghịch, đứt gãy ngang... Thông thường đứt gãy thường xảy ra tại nơi có điều kiện địa chất không ổn định. Với ngành địa chất thủy văn đứt gãy là một trong những dấu hiệu quan trọng trong việc tìm kiếm nguồn nước. Đứt gãy đi đôi với những đới cà nát/đới dập vỡ hình thành do sự phá hủy của hoạt động đứt gãy (đứt gãy làm đá hai bên cánh của đứt gãy dịch chuyển hai bên của mặt trượt làm cho đá bị phá hủy). Các đới dập vỡ này là yếu tố quan trọng trong công tác tìm kiếm thăm dò nguồn nước ngầm. Tại các vùng có đá móng là đá vôi thì việc nghiên cứu các đứt gãy là việc làm đầu tiên mà các nhà địa chất thủy văn để ý, tại những nơi có đứt gãy sẽ hình thành các đới dập vỡ mà đó là điều kiện rất thuận lợi cho việc hình thành các hang động và cactơ (karst). Tại những vùng đá vôi công tác tìm kiếm thăm dò nước gắn liền với việc nghiên cứu các hang động, cactơ. Ở những vùng này nước tập trung chủ yếu tại những hang động và cactơ như đã nói ở trên. Tuy nhiên trong ngành địa chất công trình thì đứt gãy hoàn toàn không có một chút lợi nào mà hoàn toàn có hại—các đứt gãy có thể làm phá hoại các công trình. Đối với ngành tìm kiếm khoáng sản thì các đới đứt gãy lại là nơi có thể tìm thấy những khoáng vật nhiệt dịch tại vì khi đứt gãy sẽ tạo ra nhiều khe hở và các dung dịch nhiệt dịch sẽ xâm nhập vào đó để hình thành lên các kim loại khoáng sản có nguồn gốc nhiệt dịch như vàng, bạc.

## Cơ chế đứt gãy

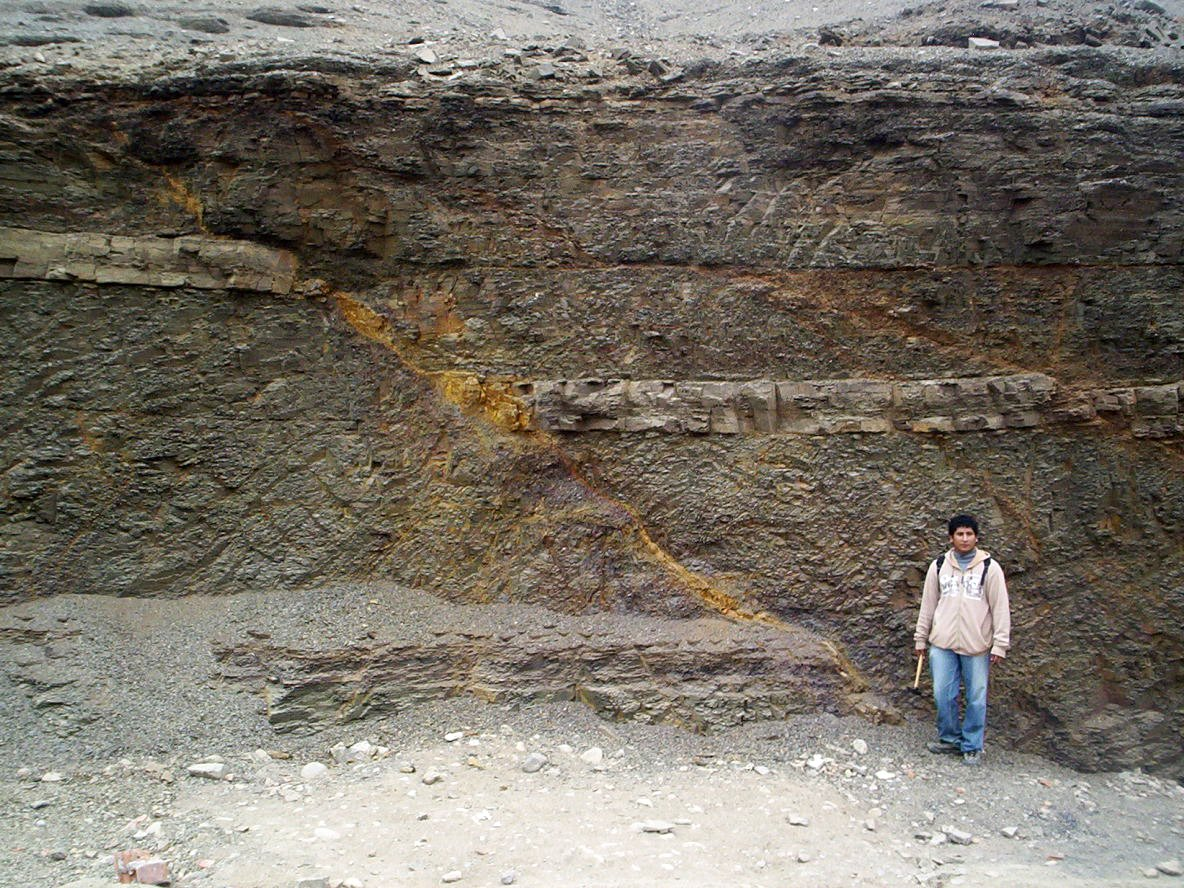
Đứt gãy thuận ở hệ tầng La Herradura, Morro Solar, Peru.

Do lực ma sát và tính rắn của đá, chúng không thể trượt hoặc trôi qua nhau một cách dễ dàng, và đôi khi sự dịch chuyển dừng lại. Khi việc này xảy ra, ứng suất tích tụ trong đá và khi nó vượt ngưỡng sức căng, thế năng tích tụ bị phân tán bằng sự giải phóng sức căng, bằng chuyển động tập trung vào một mặt phẳng — đứt gãy.
Sự căng xảy ra dần dần hoặc ngay lập tức, phụ thuộc vào lưu biến học của đá; lớp vỏ dẻo bên dưới và lớp manti tích tụ sự biến dạng dần dần qua sự trượt, trong khi lớp vỏ giòn bên trên phản ứng bằng cách nứt – giải toả ứng suất trực tiếp – để tạo ra chuyển động dọc theo đứt gãy. Một đứt gãy ở đá dẻo có thể giải toả ngay lập tức khi sức căng quá lớn. Năng lượng được giải phóng nhờ sự giải phóng sức căng trực tiếp tạo ra động đất, một hiện tượng phổ biến giữa ranh giới chuyển dạng.

## Trượt, dịch chuyển dọc, dịch chuyển ngang

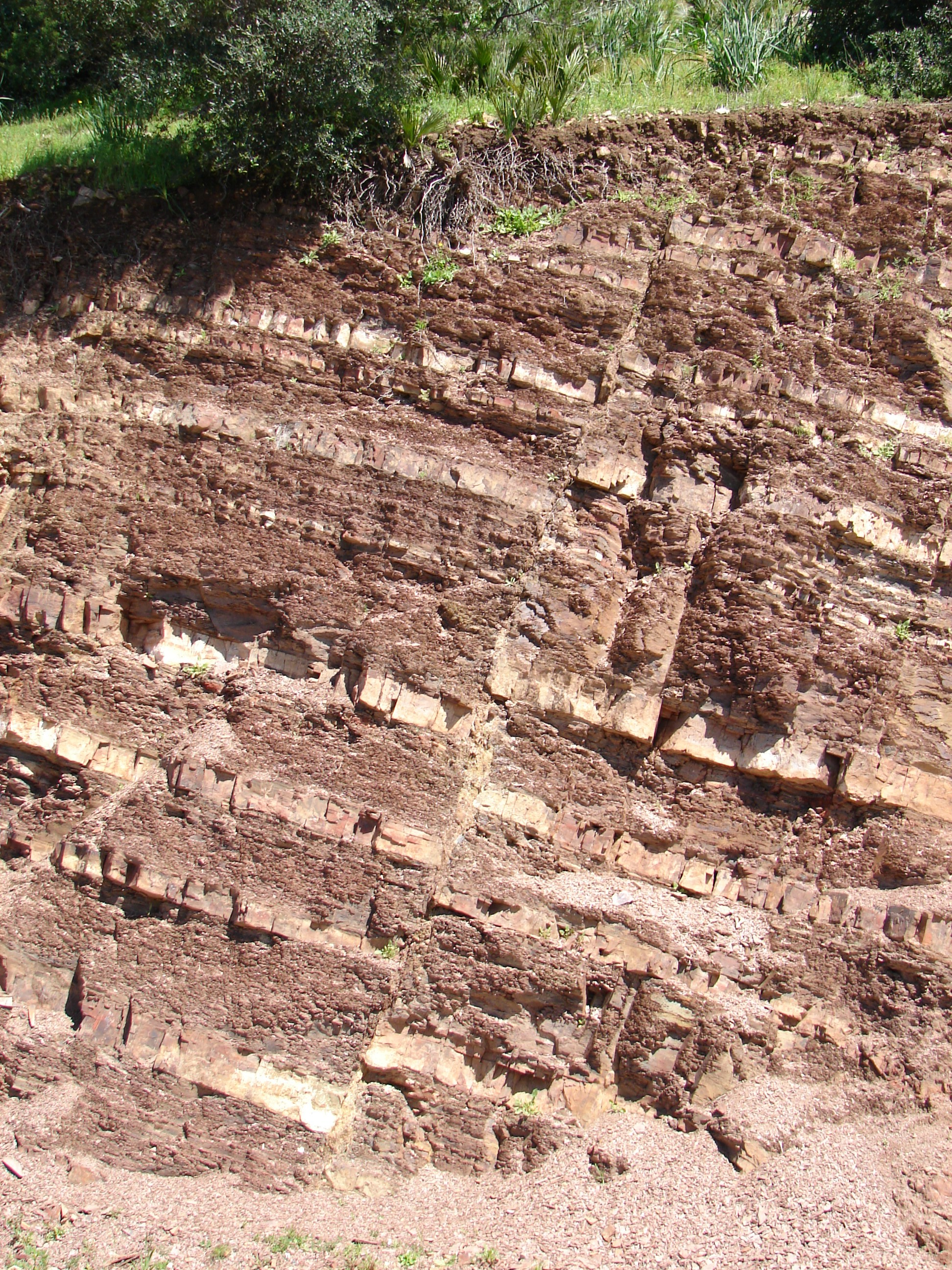
Một đứt gãy ở Maroc. Mặt phẳng đứt gãy là đường thẳng đứng nghiêng trái ở giữa ảnh, là mặt phẳng dọc theo các lớp đá bên trái đã trượt xuống dưới, so với các lớp ở bên phải của đứt gãy.

Trượt được định nghĩa là chuyển động tương đối của các đặc điểm địa chất có ở hai bên của mặt phẳng đứt gãy. Chiều trượt được định nghĩa là chuyển động tương đối của khối đá ở mỗi bên của đứt gãy đối với phía bên kia. Khi đo sự phân tách theo chiều ngang hoặc dọc, dịch chuyển dọc của đứt gãy là thành phần thẳng đứng của sự phân tách và dịch chuyển ngang của đứt gãy là thành phần nằm ngang.

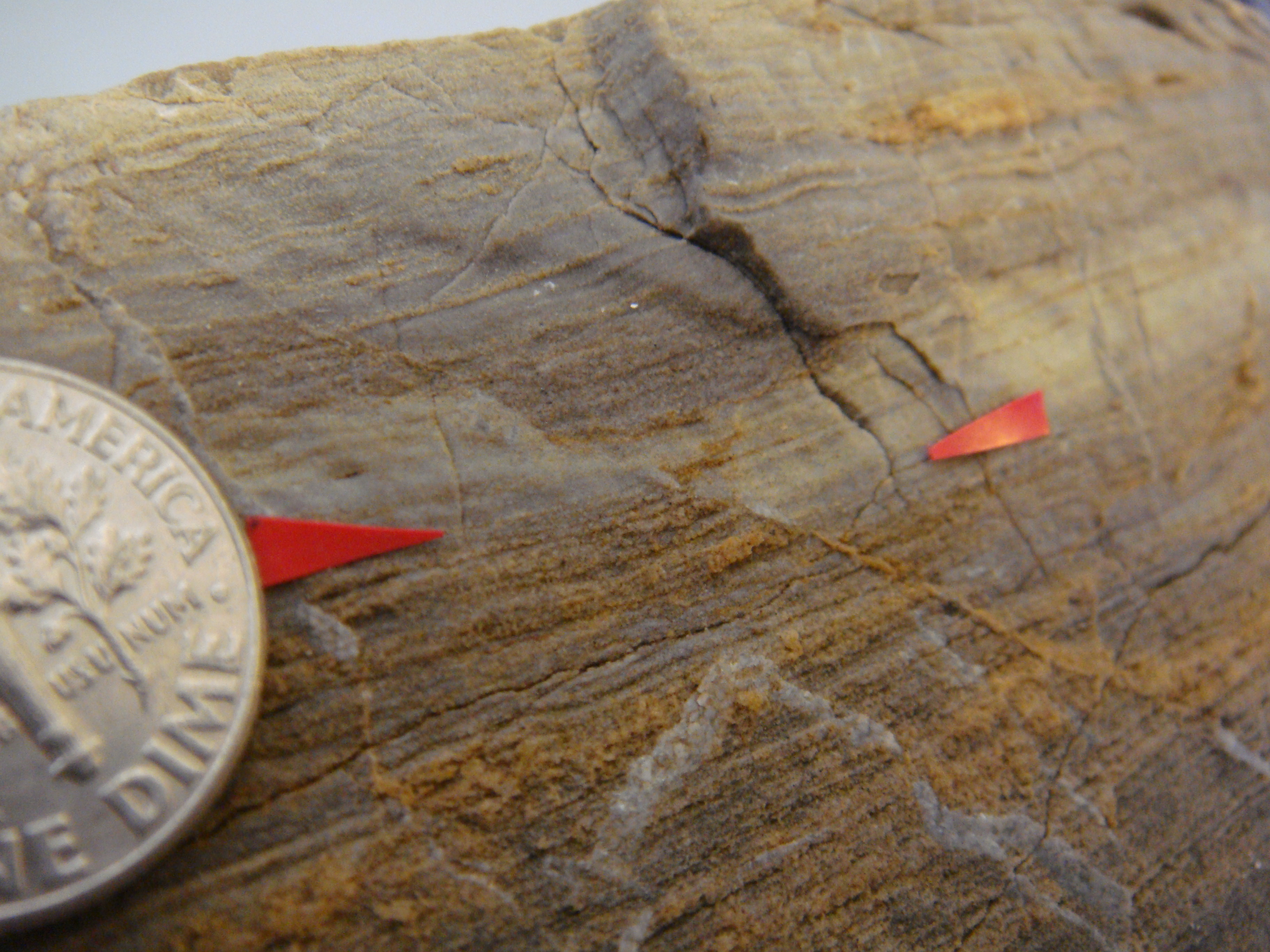
Vi đứt gãy chỉ ra điểm xuyên qua (đường kính đồng xu 10 cent Mỹ là 18 mm).

Vectơ trượt có thể được đánh giá định tính bằng cách nghiên cứu bất kỳ gập nếp kéo nào của các tầng, có thể được nhìn thấy ở hai bên của đứt gãy; hướng và cường độ của dịch chuyển ngang và dịch chuyển dọc chỉ có thể được đo bằng cách tìm các điểm giao cắt chung ở hai bên của đứt gãy (được gọi là điểm xuyên qua). Trong thực tế, thường chỉ có thể tìm thấy hướng trượt của các đứt gãy và giá trị xấp xỉ của các vectơ dịch chuyển ngang và dịch chuyển dọc.

## Cánh treo và cánh nằm
Hai bên của một đứt gãy không thẳng đứng được gọi là vách treo/"vách trên" và vách đáy/"vách dưới". Vách treo nằm phía trên mặt phẳng đứt gãy và vách đáy nằm phía dưới mặt phẳng này. Thuật ngữ này xuất phát từ ngành khai thác mỏ: khi làm việc với thân quặng dạng bảng phẳng, công nhân khai thác đứng với vách đáy dưới chân và vách treo phía trên đầu anh ta.

## Các loại đứt gãy
Dựa trên hướng trượt, đứt gãy có thể được phân loại như sau:
- Đứt gãy trượt ngang, độ dịch chuyển của hai khối của đứt gãy chủ yếu theo phương ngang hay song song với vết đứt gãy.
- Đứt gãy trượt nghiêng, độ dịch chuyển của hai khối của đứt gãy chủ yếu theo phương thẳng đứng và/hoặc vuông góc với vết đứt gãy.
- Đứt gãy trượt xiên, trượt ngang và nghiêng kết hợp.

### Đứt gãy trượt ngang

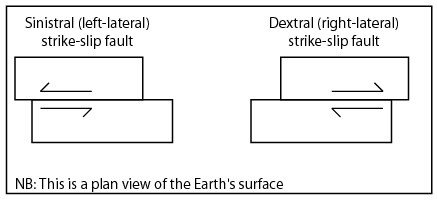
Hình minh họa hai kiểu đứt gãy trượt ngang trái và phải.

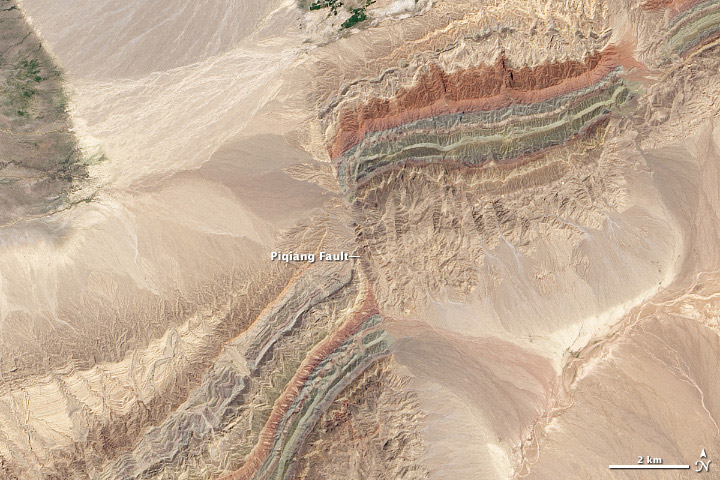
Ảnh vệ tinh của đứt gãy Bì Khương, một đứt gãy trượt ngang trái hướng tây bắc ở sa mạc Taklamakan phía nam dãy núi Thiên Sơn, Trung Quốc (40,3°B, 77,7°Đ).

Trong đứt gãy trượt ngang (còn được gọi là đứt gãy cờ lê, đứt gãy xé hoặc đứt gãy cắt ngang), bề mặt đứt gãy (mặt phẳng) thường thẳng đứng và các cánh đứt gãy chuyển động ngang trái hoặc phải với rất ít chuyển động thẳng đứng. Đứt gãy trượt ngang trái hay còn được gọi là đứt gãy sang trái còn đứt gãy trượt ngang phải còn được gọi là đứt gãy sang phải. Mỗi loại đứt gãy được xác định theo hướng chuyển động của mặt đất khi người quan sát đứng ở khối bên này của đứt gãy và quan sát sự chuyển động của khối bên kia đứt gãy.
Một trường hợp rất đặc biệt của đứt gãy trượt ngang được gọi là đứt gãy chuyển dạng, khi nó tạo thành ranh giới mảng kiến tạo. Kiểu đứt gãy này liên quan đến sự chuyển động của tách giãn đáy đại dương, chẳng hạn như sống núi giữa đại dương, hoặc ít phổ biến hơn là trong thạch quyển lục địa như đứt gãy Biển Chết ở Trung Đông hoặc đứt gãy Alpine ở New Zealand. Các đứt gãy chuyển dạng cũng được gọi là ranh giới mảng "bảo toàn", vì thạch quyển không được tạo ra cũng như không bị phá hủy.

### Đứt gãy trượt nghiêng

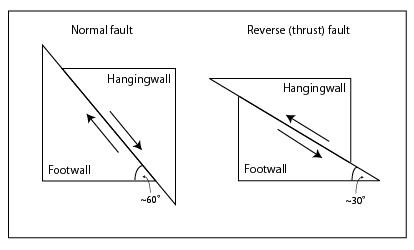
Hình minh họa mặt cắt của đứt gãy thuận và đứt gãy nghịch.

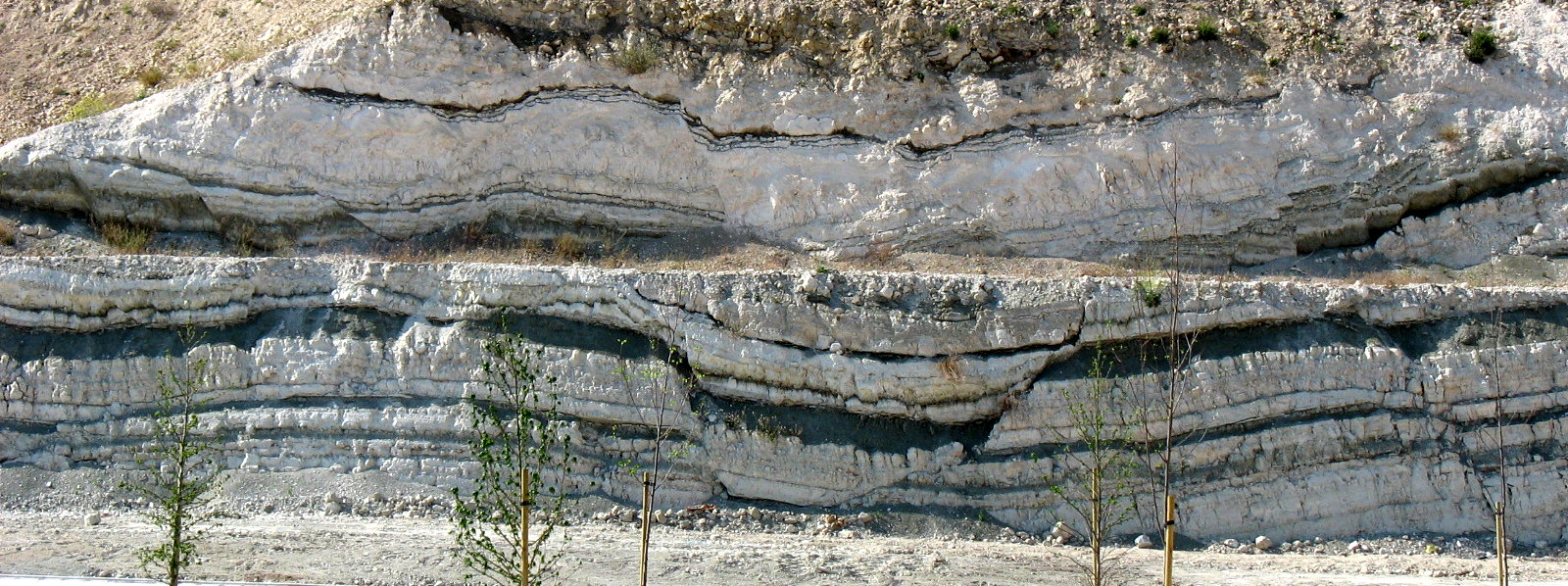
Đứt gãy thuận ở Tây Ban Nha, giữa các lớp đá có sự chuyển động trượt xuống (ở tâm ảnh).

Các đứt gãy trượt nghiêng có thể là thuận ("mở rộng") hoặc nghịch.
Trong một đứt gãy thuận, vách treo di chuyển xuống dưới so với vách đáy. Khối tụt xuống ở giữa hai đứt gãy thuận nhận chìm về phía nhau tạo thành địa hào. Khối trồi lên giữa hai đứt gãy thuận nhận chìm ra xa nhau được gọi là địa lũy. Các đứt gãy thuận góc nghiêng nhỏ (LANF) với ý nghĩa kiến tạo khu vực có thể gọi là đứt gãy tách giãn.
Một đứt gãy nghịch là một đứt gãy ngược lại với đứt gãy thuận, trong đó vách treo di chuyển lên so với vách đáy. Đứt gãy ngược cho thấy sự co ngắn do nén ép của lớp vỏ. độ nghiêng của một đứt gãy ngược tương đối dốc, thường lớn hơn 45°. Thuật ngữ "thuận" và "nghịch" xuất phát từ khai thác than ở Anh, nơi các đứt gãy thuận là phổ biến nhất. Một đứt gãy chờm có cùng chiều trượt như đứt gãy nghịch, nhưng với độ nghiêng của mặt phẳng đứt gãy dưới 45°. Các đứt gãy chờm thường tạo thành các bờ dốc, vùng phẳng và các nếp gập đứt gãy cong (vách treo và vách đáy).

Đứt gãy chờm với nếp gập đứt gãy cong

Các đoạn phẳng của các mặt phẳng đứt gãy chờm được gọi là vùng phẳng và các phần nghiêng của đứt gãy chờm được gọi là bờ dốc. Thông thường, các đứt gãy chờm di chuyển trong phạm vi các hệ tầng bằng cách hình thành các vùng phẳng và leo lên các phần có bờ dốc. Các nếp gập đứt gãy uốn cong được hình thành từ sự di chuyển của vách treo trên bề mặt đứt gãy không phẳng và được thấy là có liên quan đến cả các đứt gãy mở rộng và đứt gãy chờm.
Các đứt gãy có thể được kích hoạt lại vào thời gian sau đó với chuyển động theo hướng ngược lại với chuyển động ban đầu (đảo ngược đứt gãy). Do đó, một đứt gãy thuận có thể trở thành một đứt gãy nghịch và ngược lại.
Các đứt gãy chờm hình thành các nếp phủ (dải chờm) và klippe trong các dải chờm lớn. Các đới hút chìm là một loại đứt gãy chờm đặc biệt, tạo thành các đứt gãy lớn nhất trên Trái Đất và gây ra các trận động đất lớn nhất.

### Đứt gãy trượt xiên

Đứt gãy trượt xiên

Một đứt gãy có cả thành phần trượt ngang lẫn thành phần trượt nghiêng được gọi là "đứt gãy trượt xiên". Gần như tất cả các đứt gãy đều có một số thành phần nhất định của cả trượt ngang lẫn trượt nghiêng, do đó việc xác định một đứt gãy là trượt xiên đòi hỏi cả hai thành phần độ nghiêng và hướng trượt ngang phải là có thể đo đạc được và giá trị đo đạc là có ý nghĩa. Một số đứt gãy trượt xiên xảy ra trong các chế độ liên sức căng và liên áp lực, còn các đứt gãy trượt xiên khác xảy ra khi hướng giãn rộng hoặc co ngắn thay đổi trong quá trình biến dạng nhưng các đứt gãy hình thành trước đó vẫn hoạt động. Góc dốc được định nghĩa là phần phụ của góc nghiêng; đó là góc giữa mặt phẳng đứt gãy và mặt phẳng thẳng đứng song song với đứt gãy.

### Đứt gãy hình xẻng

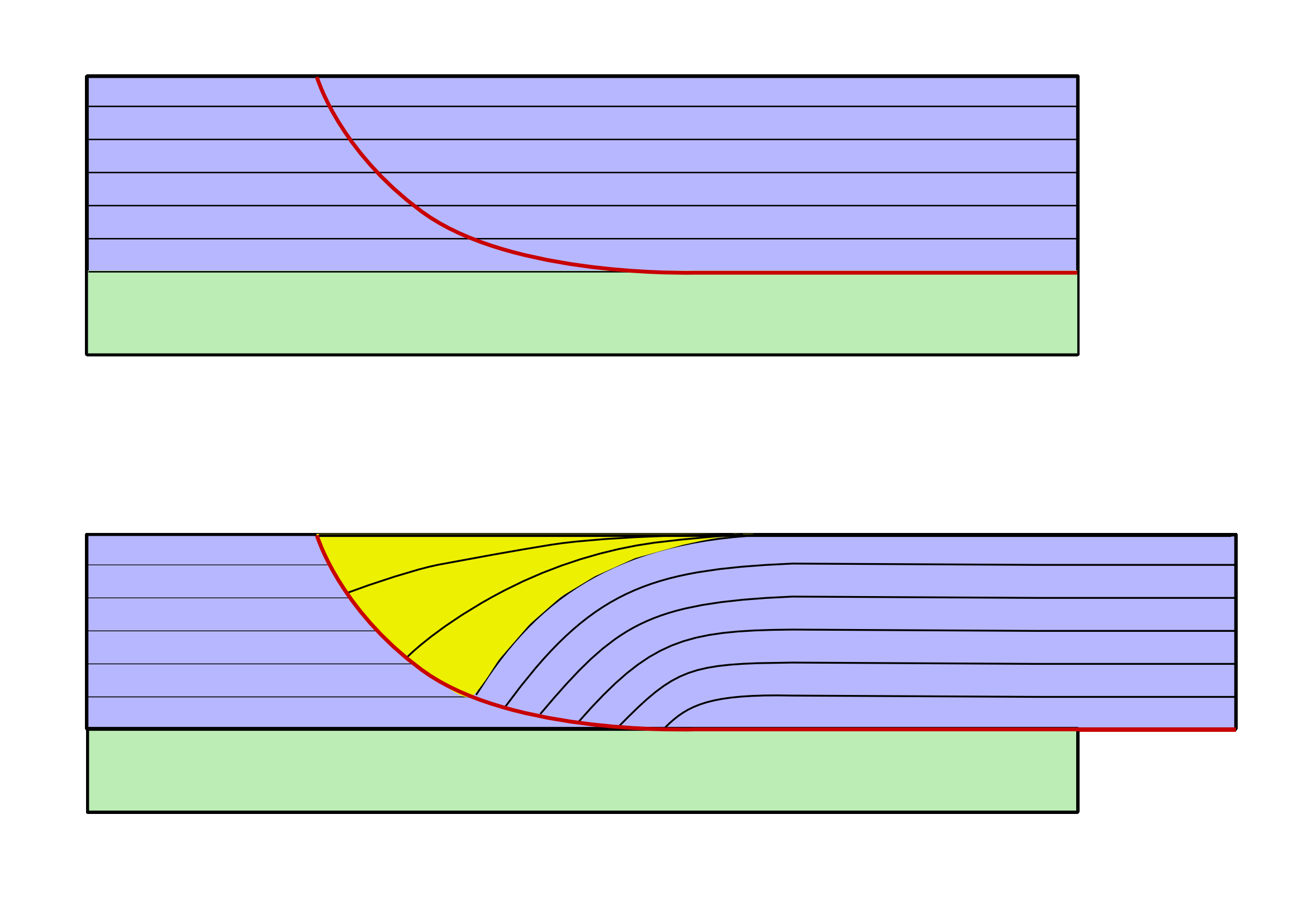
Đứt gãy hình xẻng (đường màu đỏ)

Các đứt gãy hình xẻng là tương tự như đứt gãy thuận nhưng các đường cong mặt phẳng đứt gãy, độ nghiêng là dốc đứng hơn khi gần bề mặt, với độ sâu tăng lên thì nó dần dần bớt dốc hơn. Độ nghiêng có thể làm phẳng để trở thành một đường trượt tách rời gần như nằm ngang, dẫn đến sự trượt ngang trên mặt phẳng ngang. Hình minh họa cho thấy sự sụt lún của vách treo dọc theo một đứt gãy hình xẻng. Trong trường hợp không có vách treo (như trên một vách đá), vách đáy có thể sụt lún theo cách tạo ra nhiều đứt gãy hình xẻng.

### Đứt gãy hình vòng
Các đứt gãy hình vòng, còn được gọi là đứt gãy hõm chảo, là các đứt gãy xảy ra trong các hõm chảo núi lửa đã sụp đổ và các khu vực chịu va chạm với cầu lửa, như hố va chạm vịnh Chesapeake. Các đứt gãy hình vòng là kết quả của một loạt các đứt gãy thuận gối lên nhau, tạo thành đường viền hình tròn. Các nếp đứt gãy do đứt gãy hình vòng gây ra có thể được nhồi đầy bằng các thể tường hình vòng.

### Đứt gãy cùng hướng và đối hướng
Đứt gãy cùng hướng và đối hướng là các thuật ngữ được sử dụng để mô tả các đứt gãy nhỏ liên quan đến một đứt gãy lớn. Các đứt gãy cùng hướng nghiêng cùng hướng với đứt gãy lớn trong khi các đứt gãy đối hướng nghiêng theo hướng ngược lại. Những đứt gãy này có thể đi kèm với các nếp lồi luân hồi (ví dụ: kiểu kết cấu đồng bằng châu thổ sông Niger).

## Đá đứt gãy

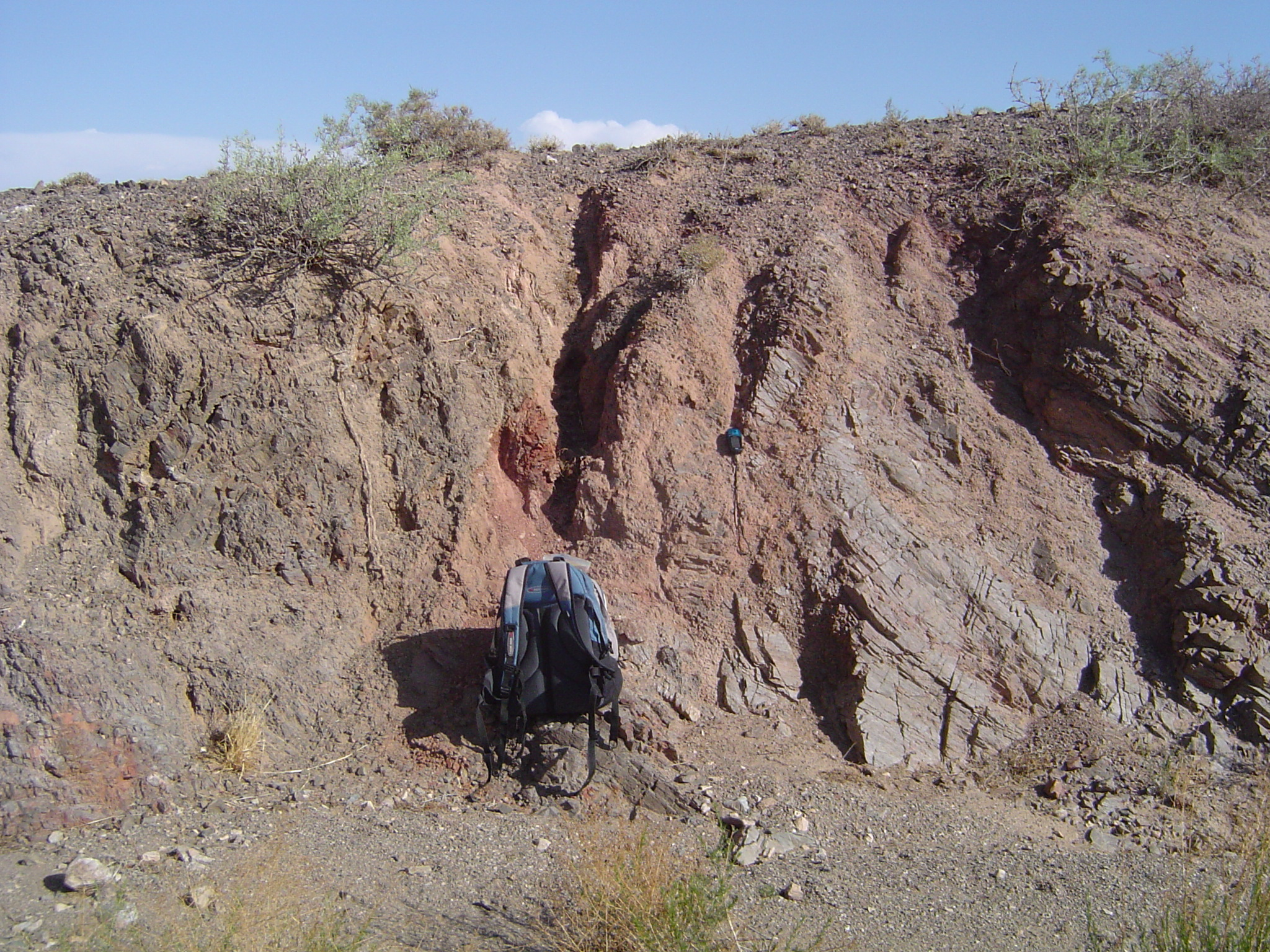
Sét mạch đứt gãy màu hồng cá hồi và đứt gãy gắn liền với nó chia tách hai loại đá khác nhau, một ở bên trái màu xám sẫm, một ở bên phải màu xám nhạt. Từ Gobi, Mông Cổ.

Tất cả các đứt gãy đều có độ dày có thể đo được, được tạo thành từ đá biến dạng đặc trưng của cao trình trong lớp vỏ khi đứt gãy xảy ra, của các loại đá chịu ảnh hưởng của đứt gãy và sự hiện diện và bản chất của bất kỳ chất lưu khoáng hóa nào. Đá đứt gãy được phân loại theo kết cấu và cơ chế biến dạng kéo theo. Một đứt gãy đi qua các cao trình khác nhau của thạch quyển sẽ có nhiều loại đá đứt gãy khác nhau được phát triển dọc theo bề mặt của nó. Sự dịch chuyển trượt nghiêng liên tục có xu hướng đặt chồng lên nhau các loại đá đặc trưng của các cao trình lớp vỏ khác nhau, với mức độ chồng lấp khác nhau. Hiệu ứng này đặc biệt rõ ràng trong trường hợp các đứt gãy tách giãn và các đứt gãy chờm chính.
Các loại đá đứt gãy chính bao gồm:
- Cataclasit - một loại đá đứt gãy, hoặc là dính kết với vải phẳng kém phát triển hay không có, hoặc là không dính kết với đặc trưng là các vụn kết và các mảnh đá nói chung là góc cạnh trong một chất nền hạt mịn có thành phần tương tự.
  - Dăm kết đứt gãy hay dăm kết kiến tạo - Cataclasit hạt từ trung bình đến thô, chứa> 30% mảnh vỡ nhìn thấy được.
  - Sét mạch đứt gãy - Cataclasit với hạt từ mịn đến siêu mịn, giàu sét, không dính kết, có thể có vải phẳng và chứa < 30% mảnh vỡ nhìn thấy được. Có thể có các vụn kết.
    - Vết ố sét - Sét mạch đứt gãy giàu sét hình thành trong các tầng trầm tích chứa các lớp giàu sét bị biến dạng mạnh và bị cắt thành sét mạch đứt gãy.
- Mylonit - một loại đá đứt gãy dính kết và đặc trưng bởi một loại vải phẳng phát triển tốt sinh ra từ suy giảm kiến tạo kích thước hạt, và thường chứa các vụn kết porfia và các mảnh đá có thành phần tương tự như các khoáng vật trong chất nền.
- Pseudotachylyt - vật liệu trông giống như thủy tinh, hạt siêu mịn, thường có bề ngoài màu đen và màu đá lửa, xuất hiện dưới dạng các mạch phẳng và mỏng, mạch chèn hoặc giả cuội kết hoặc dăm kết, trám bít các khe giãn đứt gãy trong đá gốc. Pseudotachylyt có lẽ chỉ hình thành do tốc độ trượt địa chấn và có thể hoạt động như một chỉ báo tốc độ đứt gãy đối với các đứt gãy không hoạt động.[11]

## Tác động đến các cấu trúc và con người
Trong địa kỹ thuật một đứt gãy thường tạo thành điểm gián đoạn có thể có ảnh hưởng lớn đến trạng thái cơ học (cường độ, biến dạng, v.v.) của các khối đất đá trong đường hầm, móng hoặc công trình xây dựng trên dốc.
Mức độ hoạt động của một đứt gãy có thể rất quan trọng đối với:
- Định vị các tòa nhà, bể chứa, đường ống.
- Đánh giá rung chuyển địa chấn và nguy hiểm sóng thần đối với cơ sở hạ tầng và người dân trong vùng lân cận. Ví dụ, tại California, việc xây dựng tòa nhà mới đã bị cấm trực tiếp hoặc gần các đứt gãy đã di chuyển trong thế Holocen (11.700 năm qua) trong lịch sử địa chất của Trái Đất.[12] Ngoài ra, các đứt gãy cho thấy có sự di chuyển trong thế Holocen cộng thế Pleistocen (2,6 triệu năm qua) có thể được xem xét, đặc biệt là với các cấu trúc rất quan trọng như nhà máy điện, đập nước, bệnh viện và trường học. Các nhà địa chất đánh giá tuổi của một đứt gãy bằng cách nghiên cứu các đặc điểm của đất được thấy trong các cuộc khai quật nông và địa mạo được thấy trong các bức ảnh chụp từ trên không. Các manh mối dưới bề mặt bao gồm các vết cắt và mối quan hệ của chúng với các kết hạch cacbonat, sét bị xói mòn và khoáng hóa sắt oxit đối với đất cổ và sự thiếu vắng các dấu hiệu như vậy đối với đất trẻ hơn. Định tuổi bằng cacbon phóng xạ của vật liệu hữu cơ vùi lấp bên cạnh hoặc trên một đứt gãy thường rất quan trọng trong việc phân biệt đứt gãy hoạt động với đứt gãy không hoạt động. Từ các mối quan hệ như vậy, các nhà cổ địa chấn học có thể ước tính cấp độ và quy mô của các trận động đất trong quá khứ vài trăm năm qua và phát triển các dự đoán sơ bộ về hoạt động đứt gãy trong tương lai.

## Đứt gãy và khoáng sản
Nhiều khoáng sản nằm trên các đứt gãy. Điều này là do thực tế là các đới đứt gãy bị hư hại cho phép lưu thông các chất lưu chứa khoáng vật. Các điểm giao cắt của các đứt gãy gần thẳng đứng thường là vị trí của các khoáng sản đáng kể. Ví dụ về đứt gãy là nơi chứa khoáng sản đồng pocfia có giá trị là đứt gãy Domeyko ở miền bắc Chile, với các mỏ ở Chuquicamata, Collahuasi, El Abra, El Salvador, La Escondida và Potrerillos.
Xa hơn về phía nam Chile là khoáng sản đồng pocfia Los Bronces và El Teniente nằm ở điểm giao cắt của hai hệ thống đứt gãy.